# جان گرنفل ماکسول
جان گرنفل ماکسول (انگلیسی: John Maxwell; ۱۱ ژوئیهٔ ۱۸۵۹ – ۲۱ فوریهٔ ۱۹۲۹) فرد نظامی اهل بریتانیا بود. وی همچنین برندهٔ جوایزی همچون نشان حمام و نشان سلطنتی ویکتوریایی شده‌است.